# Silberlochbach
Der Silberlochbach ist ein gut 4 Kilometer langer rechter Zufluss des Mains im unterfränkischen Landkreis Main-Spessart im  bayerischen Spessart.

## Geografie

### Verlauf
Der Silberlochbach entspringt dem Glasbrunnen, in der Nähe der Klosterkuppel (552 m), westlich vom Margarethenhof in Richtung des Forsthaus Aurora. Er fließt durch ein enges Tal nach Neustadt am Main, nimmt am westlichen Anfang des Ortes den Neuhöllbrunnbach auf und verschwindet im Ort unter der Spessartstraße. Er mündet an einer kleinen Parkanlage an der ehemaligen Benediktinerabtei in den Main.

### Zuflüsse
- Neuhöllbrunnbach (rechts), 2,5 km, in Neustadt am Main, 173 m ü. NHN

## Natur
Der Eisvogel brütet in den Auen des Silberlochbaches.